# The Garden (Guns N' Roses)
The Garden è una canzone dei Guns N' Roses, pubblicata nell'album Use Your Illusion I nel 1991 e pubblicata come singolo nel 1992. Questa canzone venne scritta prima che la band pubblicasse Appetite for Destruction, ma non fu inserita in quell'album. Fu scritta da Axl Rose, Del James e West Arkeen.

## Il videoclip
Il video musicale di questa canzone riprende vari membri della band zone diverse di New York, in particolare Times Square e Washington Square Park. Il video fu pubblicato per promuovere lo Use Your Illusion Tour. A causa di varie scene che vennero registrate in alcuni strip club, il video non fu molto mostrato su MTV. Il video appare nella videografia "Welcome to the Videos".

## Formazione
Guns N' Roses
- Axl Rose – voce, cori, produzione
- Izzy Stradlin – chitarra ritmica, cori, produzione
- Slash – chitarra solista, chitarra acustica, chitarra slide, produzione
- Duff McKagan – basso elettrico, cori, produzione
- Matt Sorum – batteria, produzione

Altri Musicisti
- Alice Cooper – voce secondaria
- Shannon Hoon – cori
- West Arkeen – chitarra acustica